# Benson Lokorwa
Benson Lokorwa (* 5. Mai 1971) ist ein ehemaliger kenianischer Langstreckenläufer, der seine größten Erfolge bei Straßenläufen hatte.
1997 gewann er den Würzburger Residenzlauf über 10 km sowie den Altötting-Halbmarathon und wurde Zweiter bei den 25 km von Berlin. Im Jahr darauf wurde er Zweiter beim Köln-Marathon. 1999 siegte er beim Berliner Halbmarathon und beim Köln-Marathon. 2000 wurde er Zweiter beim Berliner Halbmarathon und bei den 25 km von Berlin, Vierter beim Rock ’n’ Roll Marathon und verteidigte seinen Titel in Köln.
Lokorwa, der als Gefängniswärter in Nairobi arbeitet, wurde vom deutschen Manager Volker Wagner betreut.

## Persönliche Bestzeiten
- 10.000 m: 28:07,16 min, 24. Mai 1997, Osnabrück
- 10-km-Straßenlauf: 27:47 min, 14. Juli 1996, Noordwijk
- Halbmarathon: 1:02:07 h, 2. April 2000, Berlin
- 25-km-Straßenlauf: 1:14:21 h, 4. Mai 1997, Berlin
- Marathon: 2:11:45 h, 11. Oktober 1998, Köln